# Draconarius houngsonensis
Draconarius houngsonensis là một loài nhện trong họ Amaurobiidae.
Loài này thuộc chi Draconarius. Draconarius houngsonensis được Jia-Fu Wang & Peter Jäger miêu tả năm 2008.